# Superliga (pallavolo femminile, Bulgaria)
La Superliga è la massima serie del campionato bulgaro di pallavolo femminile: al torneo partecipano otto squadre di club bulgare e la squadra vincitrice si fregia del titolo di campione di Bulgaria.

## Albo d'oro
| 1941-42 Dettagli | AS 23 Sofia      | -             | -             |               |               |
| 1942-43 Dettagli | AS 23 Sofia      | -             | -             |               |               |
| 1943-44          | Non disputato    | Non disputato | Non disputato | Non disputato | Non disputato |
| 1944-45 Dettagli | Slavia Sofia     | -             | -             |               |               |
| 1945-46 Dettagli | Chavdar Sofia    | -             | -             |               |               |
| 1946-47 Dettagli | Chavdar Sofia    | -             | -             |               |               |
| 1947-48 Dettagli | Spartak Sofia    | -             | -             |               |               |
| 1948-49 Dettagli | Rudnichar Pernik | -             | -             |               |               |
| 1949-50 Dettagli | Torpedo Karlovo  | -             | -             |               |               |
| 1950-51 Dettagli | Torpedo Karlovo  | -             | -             |               |               |
| 1951-52 Dettagli | Akademik Sofia   | -             | -             |               |               |
| 1952-53 Dettagli | Dimitrovo Pernik | -             | -             |               |               |
| 1953-54 Dettagli | Akademik Sofia   | -             | -             |               |               |
| 1954-55 Dettagli | Udarnik Sofia    | -             | -             |               |               |
| 1955-56 Dettagli | Minjor Pernik    | -             | -             |               |               |
| 1956-57 Dettagli | Slavia Sofia     | -             | -             |               |               |
| 1957-58 Dettagli | Slavia Sofia     | -             | -             |               |               |
| 1958-59 Dettagli | Levski Sofia     | -             | -             |               |               |
| 1959-60 Dettagli | Minjor Pernik    | -             | -             |               |               |
| 1960-61 Dettagli | Slavia Sofia     | -             | -             |               |               |
| 1961-62 Dettagli | Levski Sofia     | -             | -             |               |               |
| 1962-63 Dettagli | Levski Sofia     | -             | -             |               |               |
| 1963-64 Dettagli | Levski Sofia     | -             | -             |               |               |
| 1964-65 Dettagli | Levski Sofia     | -             | -             |               |               |
| 1965-66 Dettagli | Levski Sofia     | -             | -             |               |               |
| 1966-67 Dettagli | Levski Sofia     | -             | -             |               |               |
| 1967-68 Dettagli | Akademik Sofia   | -             | -             |               |               |
| 1968-69 Dettagli | Akademik Sofia   | -             | -             |               |               |
| 1969-70 Dettagli | Levski-Spartak   | -             | -             |               |               |
| 1970-71 Dettagli | Levski-Spartak   | -             | -             |               |               |
| 1971-72 Dettagli | Levski-Spartak   | -             | -             |               |               |
| 1972-73 Dettagli | Levski-Spartak   | -             | -             |               |               |
| 1973-74 Dettagli | Levski-Spartak   | -             | -             |               |               |
| 1974-75 Dettagli | Levski-Spartak   | -             | -             |               |               |
| 1975-76 Dettagli | Levski-Spartak   | -             | -             |               |               |
| 1976-77 Dettagli | Levski-Spartak   | -             | -             |               |               |
| 1977-78 Dettagli | CSKA Sofia       | -             | -             |               |               |
| 1978-79 Dettagli | CSKA Sofia       | -             | -             |               |               |
| 1979-80 Dettagli | Levski-Spartak   | -             | -             |               |               |
| 1980-81 Dettagli | Levski-Spartak   | -             | -             |               |               |
| 1981-82 Dettagli | CSKA Sofia       | -             | -             |               |               |
| 1982-83 Dettagli | CSKA Sofia       | -             | -             |               |               |
| 1983-84 Dettagli | Levski-Spartak   | -             | -             |               |               |
| 1984-85 Dettagli | CSKA Sofia       | -             | -             |               |               |
| 1985-86 Dettagli | CSKA Sofia       | -             | -             |               |               |
| 1986-87 Dettagli | CSKA Sofia       | -             | -             |               |               |
| 1987-88 Dettagli | CSKA Sofia       | -             | -             |               |               |
| 1988-89 Dettagli | CSKA Sofia       | -             | -             |               |               |
| 1989-90 Dettagli | Levski-Spartak   | -             | -             |               |               |
| 1990-91 Dettagli | CSKA Sofia       | -             | -             |               |               |
| 1991-92 Dettagli | CSKA Sofia       | -             | -             |               |               |
| 1992-93 Dettagli | CSKA Sofia       | -             | -             |               |               |
| 1993-94 Dettagli | Akademik Sofia   | -             | -             |               |               |
| 1994-95 Dettagli | CSKA Sofia       | -             | -             |               |               |
| 1995-96 Dettagli | Levski Sofia     | -             | -             |               |               |
| 1996-97 Dettagli | Levski Sofia     | -             | -             |               |               |
| 1997-98 Dettagli | Levski Sofia     | -             | -             |               |               |
| 1998-99 Dettagli | Levski Sofia     | -             | -             |               |               |
| 1999-00 Dettagli | CSKA Sofia       | -             | -             |               |               |
| 2000-01 Dettagli | Levski Sofia     | -             | -             |               |               |
| 2001-02 Dettagli | Levski Sofia     | -             | -             |               |               |
| 2002-03 Dettagli | Levski Sofia     | -             | -             |               |               |
| 2003-04 Dettagli | CSKA Sofia       | -             | -             |               |               |
| 2004-05 Dettagli | CSKA Sofia       | -             | -             |               |               |
| 2005-06 Dettagli | Kaliakra Kavarna | -             | -             |               |               |
| 2006-07 Dettagli | CSKA Sofia       | -             | -             |               |               |
| 2007-08 Dettagli | CSKA Sofia       | Slavia Sofia  | -             |               |               |
| 2008-09 Dettagli | Levski Sofia     | Slavia Sofia  | CSKA Sofia    |               |               |
| 2009-10 Dettagli | CSKA Sofia       | Marica        | Levski Sofia  |               |               |
| 2010-11 Dettagli | CSKA Sofia       | Marica        | Slavia Sofia  |               |               |
| 2011-12 Dettagli | CSKA Sofia       | Marica        | Levski Sofia  |               |               |
| 2012-13 Dettagli | CSKA Sofia       | Levski Sofia  | Kazanlăk      |               |               |
| 2013-14 Dettagli | Levski Sofia     | Marica        | CSKA Sofia    |               |               |
| 2014-15 Dettagli | Marica           | Levski Sofia  | CSKA Sofia    |               |               |
| 2015-16 Dettagli | Marica           | Levski Sofia  | Kazanlăk      |               |               |
| 2016-17 Dettagli | Marica           | Rakovski      | CSKA Sofia    |               |               |
| 2017-18 Dettagli | Marica           | Levski Sofia  | CSKA Sofia    |               |               |
| 2018-19 Dettagli | Marica           | Levski Sofia  | Beroe         |               |               |
| 2019-20 Dettagli | Marica           | Levski Sofia  | CSKA Sofia    |               |               |
| 2020-21 Dettagli | Marica           | Kazanlăk      | CSKA Sofia    |               |               |
| 2021-22 Dettagli | Marica           | CSKA Sofia    | Kazanlăk      |               |               |
| 2022-23 Dettagli | Marica           | CSKA Sofia    | Kazanlăk      |               |               |
| 2023-24 Dettagli | Marica           | CSKA Sofia    | Levski Sofia  |               |               |

## Palmarès
| Squadra          | Titolo | Stagione |
| ---------------- | ------ | --- |
| Levski Sofia     | 28     | 1958-59, 1961-62, 1962-63, 1963-64, 1964-65, 1965-66, 1966-67, 1969-70, 1970-71, 1971-72, 1972-73, 1973-74, 1974-75, 1975-76, 1976-77, 1979-80, 1980-81, 1983-84, 1989-90, 1995-96, 1996-97, 1997-98, 1998-99, 2000-01, 2001-02, 2002-03, 2008-09, 2013-14 |
| CSKA Sofia       | 22     | 1977-78, 1978-79, 1981-82, 1982-83, 1984-85, 1985-86, 1986-87, 1987-88, 1988-89, 1990-91, 1991-92, 1992-93, 1994-95, 1999-00, 2003-04, 2004-05, 2006-07, 2007-08, 2009-10, 2010-11, 2011-12, 2012-13                                                       |
| Marica           | 10     | 2014-15, 2015-16, 2016-17, 2017-18, 2018-19, 2019-20, 2020-21, 2021-22, 2022-23, 2023-24 |
| Akademik Sofia   | 5      | 1951-52, 1953-54, 1967-68, 1968-69, 1993-94 |
| Slavia Sofia     | 4      | 1944-45, 1956-57, 1957-58, 1960-61 |
| AS 23 Sofia      | 2      | 1941-41, 1942-43 |
| Chavdar Sofia    | 2      | 1945-46, 1946-47 |
| Torpedo Karlovo  | 2      | 1949-50, 1950-51 |
| Minjor Pernik    | 2      | 1955-56, 1959-60 |
| Spartak Sofia    | 1      | 1947-48 |
| Rudnichar Pernik | 1      | 1948-49 |
| Dimitrovo Pernik | 1      | 1952-53 |
| Udarnik Sofia    | 1      | 1954-55 |
| Kaliakra Kavarna | 1      | 2005-06 |